# Beatrice Obrecht
Pour les articles homonymes, voir Obrecht.
 (octobre 2011).
Beatrice Obrecht, aussi connue sous les noms de Beatrix Delgado ou Trixi Delgado (née le 21 juin 1966 à Davos, Suisse) est une chanteuse suisse. Sa notoriété à travers l'Europe est principalement due à sa participation au groupe d'eurodance Masterboy, qui fut l'une des références du genre au milieu des années 1990.

## Biographie

### Jeunesse et débuts dans la musique
Beatrice Obrecht est née à Davos d’un père musicien et d’une mère danseuse. C’est son père qui lui a enseigné le chant pendant sept ans. Sa voix si rauque et si particulière est en partie due à un polype qui se trouve sur une de ses cordes vocales, et qu’elle ne peut pas se faire enlever. Elle adore Madonna, Kate Bush, Liza d’Abello, les livres et les chats.
À l’âge de 15 ans, elle chantait déjà pour différents groupes de rock. C’est dans les années 1980 que, lors d’un concert à Pforzheim (Allemagne), elle se fait remarquer par un allemand de 21 ans, Enrico Zabler. Elle n’était que choriste mais elle a dû à un moment chanter deux chansons en solo. Beatrix et Enrico deviennent amis.

### Succès avec Masterboy
En 1989, Enrico Zabler et un de ses amis, Tommy Schleh, créent le groupe Masterboy et engagent le rappeur David Atterberry et la chanteuse Mendy Lee pour les représenter sur scène. Ils enregistrent le premier album mais la sauce ne prend pas autour des deux interprètes, le public souhaitant plutôt voir Enrico et Tommy. Ils décident alors de trouver une autre chanteuse et Enrico songe à Beatrix. C’est ainsi qu’en 1993 cette dernière quitte le poste de chauffeur de taxi qu'elle occupait alors pour rejoindre le groupe sous le nom de Trixi, et enregistre ce qui sera son premier gros succès, Fall in trance. Ce titre se classera dans plusieurs pays européens. Mais c’est lors de la sortie du single suivant, Everybody needs somebody, que le public met un visage sur la voix de Masterboy, puisque ce titre sera l’occasion de tourner la première vidéo du groupe. C’est l’explosion pour le groupe, le titre se classe dans une vingtaine de pays tout autour de la planète.
C’est le début d’une série de tubes énormes, pour la plupart classés dans de nombreux pays. Leur plus gros succès restera Feel the heat of the night, plusieurs fois disque d’or et en bonne position dans les classements durant plusieurs mois. L’album Different Dreams sera disque d’or en France. Beatrix et le groupe partent en tournée tout autour de la planète et constatent que leur succès est mondial.
Contrairement à l’écrasante majorité des chanteuses eurodance, Beatrix a collaboré à la composition de la quasi-totalité des titres de Masterboy.
À la fin de 1993, elle participe au projet Cardenia, produit par Masterboy, sur le titre Living on video. Officiellement, elle n'en est pas la chanteuse, mais sa voix est reconnaissable immédiatement, ce qui ôte tout doute sur son identité.
En 1996, alors que le succès de l'eurodance en général et celui de Masterboy en particulier sont à leur apogée, elle prend une décision importante pour son avenir et celui de sa formation : elle quitte le trio pour s’occuper de sa vie privée, après avoir participé à la réussite de l'album Generation of love.

Ce départ à un moment où Masterboy réalisait des performances commerciales élevées à travers toute l'Europe laissa perplexe un bon nombre de ses fans, et certaines rumeurs sur les motivations réelles de Trixi tentèrent d'apporter une contre-vérité aux causes officielles. L'une d'elles en particulier prêtera à la vocaliste une défiance vis-à-vis des deux cofondateurs, qu'elle quitta en très mauvais termes, à la suite d'une mystification dont elle aurait été victime.

Si cette théorie n'a jamais été rapportée de manière officielle, celle du quiproquo sera confirmée bien plus tard.
L'absence de Trixi au sein de Masterboy eut une conséquence négative sur le groupe, dont elle apparaissait comme la voix emblématique. Son remplacement par Linda Rocco fut mal accueilli par le public, malgré les scores de vente très honorables réalisés en Allemagne par le premier album de cette ère, Colours, d'autant que la sortie de ce dernier intervint alors que le mouvement eurodance commençait à amorcer son déclin.

### Carrière solo
Bien décidée à tourner la page Masterboy, Beatrix continua sa carrière musicale en parallèle de son ancien groupe. Ainsi, peu de temps après avoir fait ses adieux à ses ex-partenaires, toujours en 1996, elle revient sous le nom de LaTour, avec le titre Falling for your love. Il est produit par les membres de Double AA, à savoir Achim Sobotta et Achim Opperman, à qui l’on doit d’autres excellentes productions comme Double AA feat. Melina, ou encore Heath Hunter & The Pleasure Company.

LaTour adopte un style qui s'éloigne de Masterboy, autant musicalement avec un titre qui abandonne les codes classiques de l'eurodance pour proposer des sonorités à mi-chemin entre la dance, la house et la techno, que visuellement avec un nouveau look qui n'est pas sans rappeler celui de Desireless pour la chanteuse.

Elle ne connaîtra pas le succès escompté avec cette formule, et se fera discrète pendant deux ans.
En 1998, elle réapparaît en duo avec Nancy Rentzsch, chanteuse et danseuse de DJ Bobo, ainsi que son épouse. Le titre s’intitule Hold on to your dream et sort crédité au nom de Enflame feat. Trixi. Il est écrit par DJ Bobo, son compère de toujours Axel Breitung, et Nancy Rentzsch, cette dernière se chargeant également de la production.

Ce titre euroreggae tout à fait dans le style post-eurodance de DJ Bobo fait intervenir Nancy Rentzsch sur les parties rap. De son côté, Beatrix prête sa voix aux refrains et aux couplets. Le single ne sortira qu’en Allemagne, contrairement au projet LaTour qui avait bénéficié d’une sortie européenne, notamment française (même s'il n’a pas fait beaucoup de remous...).

Comme pour tourner la page de sa courte carrière solo, Trixi opère un nouveau changement de look, pour revenir à sa coiffure bouclée d'origine, avec laquelle le public l'avait découverte. Néanmoins, ses projets communs avec DJ Bobo ne lui apporteront pas la réussite qu'elle avait déjà obtenu par le passé. Et si elle participe en 1999 au titre Together de celui-ci, leur collaboration cessera rapidement avant qu'elle ne se terre à nouveau dans le silence pendant quelques années.

### Retour au sein de Masterboy
Après le départ de Trixi, le succès de Masterboy s’est considérablement essoufflé, même en Allemagne. Les deux chanteuses qui se sont succédé pour prendre la suite n'ont réussi ni à la faire oublier ni à enrayer la chute du groupe dans le sillage de celle de l'eurodance. Finalement, celui-ci se retrouve sans chanteuse, et sort même un single de reprise en 2001, Ride like the wind, avec Enrico pour seul chanteur en 2001.

L'année suivante, en 2002, alors que le groupe semble s'orienter vers un anonymat total, Tommy décide de tirer un bilan du glorieux passé de Masterboy, et, conformément au souhait de son partenaire, Enrico contacte Trixi.

Le trio se retrouve dans un hôtel de Pforzheim, et entame une longue discussion au cours de laquelle chacun a découvert que l'origine de leur différend n’était finalement qu’un énorme malentendu. Des regrets apparaissent pour la chanteuse, notamment sur son choix de quitter le groupe, et sur cette séparation au bout du compte largement évitable, qui a vraisemblablement conditionné la réussite toute relative de Masterboy sur la seconde moitié des années 1990.

Fort de ces retrouvailles positives, Masterboy se reconstitue sous la forme avec laquelle il a connu le succès, en ayant Trixi au chant, et le résultat de cette réconciliation s’appelle I need a lover tonight. Le titre semble être beaucoup plus abouti que les derniers que le groupe avait sorti, Beatrix a cette fois participé à l’écriture et non à la composition. Elle déclara durant la session d’enregistrement qu’elle avait l’impression d’être de retour dans sa famille, et Tommy et Enrico l’ont retrouvée plus motivée que jamais pour faire un nouveau carton.
Malheureusement, le succès ne sera pas au rendez-vous pour ce titre qui ne sortira qu'en Allemagne. Lors d’un passage sur la chaîne de télévision allemande Viva, le groupe parle d’un album à venir, mais il n'a, à ce jour, pas fait son apparition dans les bacs.
Le retour de Trixi n'aura donc pas suffi à ramener Masterboy aux souvenirs de son ancienne gloire, et le groupe sort en 2003 ce qui sera son dernier single en date, Feel the heat of the night 2003, la deuxième reprise de leur propre titre, sorti dans l'anonymat.

### Après Masterboy
Même si Masterboy ne propose plus de nouveauté, ses membres n'en ont pas pour autant cessé leur activité. Ainsi, Tommy, qui avait déjà entamé une nouvelle carrière sous le nom de Klubbingman, intègre Beatrix à ses projets en 2005. Le titre Revolution (We call it) sort crédité du nom Klubbingman feat. Trixi Delgado. Il propose une sonorité eurotrance plutôt agressive, dans le style hands up, et la voix de Beatrix s’y fait plus rauque que jamais. Dans la foulée sort Love message, toujours sous le nom Klubbingman feat. Trixi Delgado. C’est une reprise du titre que Masterboy avait écrit et produit en 1996 et auquel avaient participé de nombreux groupes eurodance de l’époque. Ce titre avait été composé à la base pour la lutte contre le SIDA.
Depuis 2006, Beatrix Delgado vit à Hambourg et semble vouloir se lancer dans une carrière solo loin de la dance, même si elle restera probablement la chanteuse des titres de Klubbingman. Elle continue de tourner dans les clubs allemands avec ses musiciens, mais avec ses propres titres (Inside out et Spread your wings par exemple). Ils sont beaucoup plus lents mais collent parfaitement à la voix si particulière de la chanteuse.
En juillet 2006, le nouveau titre de Klubbingman sort, mais cette fois-ci en étant crédité Klubbingman feat. Beatrix Delgado (alors que sur les deux titres précédents apparaissait encore le nom de Trixi Delgado). Il s’intitule Ride on a white train. Ce changement de pseudo correspond à la volonté de la chanteuse de changer l’aspect un peu trop enfantin de son ancien pseudo.
Un an plus tard, juillet 2007, le nouveau titre, toujours par Klubbingman feat. Beatrix Delgado, s'intitule Never stop this feeling. Il est dans la lignée des précédents singles.